# Rif (Islândia)
Rif é uma localidade na Islândia. Em 2018 tinha uma população de cerca de 135 habitantes.